# Miżewicze (gmina)
Miżewicze – dawna gmina wiejska istniejąca do 1939 roku w woj. nowogródzkim (obecnie na Białorusi). Siedzibą gminy były Miżewicze (620 mieszk. w 1921 roku).
W okresie międzywojennym gmina Miżewicze należała do powiatu słonimskiego w woj. nowogródzkim. 1 października 1927 roku część obszaru gminy Miżewicze włączono do gminy Czemery. 1 kwietnia 1929 roku do gminy Miżewicze przyłączono część obszaru gminy Dziewiątkowicze.
Po wojnie obszar gminy Miżewicze wszedł w struktury administracyjne Związku Radzieckiego.